# Nino Bizzarri
Pour les articles homonymes, voir Bizzarri.
Nino Bizzarri (né le 16 janvier 1949 à Rome) est un scénariste et réalisateur de cinéma italien.

## Biographie
Connu réalisateur, Nino Bizzarri est l'auteur de plusieurs documentaires pour la télévision italienne. Il a également réalisé trois films pour le cinéma. En 1986, il signe son premier film avec le drame La seconda notte, avec Maurice Garrel et la jeune Margherita Buy dans les rôles principaux. Il s'illustre ensuite dans le genre de la comédie, avec Segno di fuoco en 1991 et Quando una donna non dorme en 2000.

## Filmographie partielle

### Cinéma
- 1986 : La seconda notte
- 1991 : Signe de feu (it) (Segno di fuoco)
- 2000 : Quando una donna non dorme (it)

### Télévision
- 1976 : Tante storie fanno storia (documentaire)
- 1978 : Cantar di tempi oscuri (documentaire)
- 1988 : Fiori di siepe (documentaire)
- 1996 : Correre contro (téléfilm)
- 2011 : Il sorriso dello strano visitatore (documentaire)